# Plinganserstraße
Die Plinganserstraße ist eine Innerortsstraße in den Stadtbezirken Sendling (Nr. 6) und Thalkirchen-Obersendling-Forstenried-Fürstenried-Solln (Nr. 19) von München.

## Verlauf
Die Straße verläuft in Fortsetzung der aus dem Westend (Schwanthalerhöhe) kommenden Pfeuferstraße ab der Einmündung der Lindwurmstraße in südlicher Richtung durch das historische Zentrum von Sendling auf der Höhe der Niederterrasse, deren Abhang mit dem Neuhofener Berg und der Theresienhöhe einen Teil des linken Isarhochufers bildet, zum Platz Am Harras, wo die Albert-Roßhaupter-Straße (vor 1962 Forstenrieder Straße) zum Luise-Kiesselbach-Platz abzweigt. Die Plinganserstraße kreuzt am Neuhofener Berg in Mittersendling den weitgehend im Tunnel geführten Mittleren Ring (Bundesstraße 2 R) mit der Brudermühlstraße nach Osten zur Isar und der Heckenstallerstraße nach Westen zum Luise-Kiesselbach-Platz und zur Bundesautobahn 95 in Richtung Garmisch-Partenkirchen. Bei der Einmündung der Boschetsrieder Straße geht die Straße in die Wolfratshauser Straße über. Von der Kreuzung mit dem Mittleren Ring an bildet sie nach Süden einen Teil der Bundesstraße 11.

## Öffentlicher Verkehr
Durch die Straße führt vom Norden bis zum Harras die Metrobuslinie 53 der MVG, weiter nach Süden die Metrobuslinie 54. Auch die Expressbuslinie X30 endet hier. Die U-Bahn-Linie U6 kreuzt die Straße (U-Bahnhof Harras). Westlich parallel zur Straße liegt die Trasse der S-Bahn-Linie S 7 nach Wolfratshausen mit den Haltepunkten München-Harras (mit Umsteigemöglichkeit zur U-Bahn) und München-Mittersendling.
Historisch verlief auf der Plinganserstraße die Trambahn-Linie 8, die der Volksmusiker Weiß Ferdl besang. Im Bereich Harras auch die Linie 6. Als das Tram-Angebot reduziert wurde, fuhr stattdessen dort bis Oktober 1989 die Linie 16. Sie wurde eingestellt, als die Verlängerung der U-Bahnlinie U3 in Betrieb ging.

## Namensgeber
Die Straße ist nach dem Anführer des Unterländer Bauernaufstands von 1705 Georg Sebastian Plinganser (1681 bis 1738) benannt.

## Charakteristik
Die Straße ist die historische Achse von Untersendling und Mittersendling und war ursprünglich Teil der Landstraße von München nach Wolfratshausen.

## Geschichte
Bei Fundierungsarbeiten für Hausnr. 142 wurde in den 1920er Jahren ein ausgedehntes Gräberfeld der Glockenbecherzeit gefunden. Der Südteil der Straße, der bis dahin über die heutige Engelhard- und Fallstraße führte, wurde von 1951 bis 1958 auf der heutigen, etwas weiter östlich liegenden Trasse großzügig neu ausgebaut.
Das Maschinenbau-Unternehmen Friedrich Deckel war ansässig in der Plinganserstraße 150.

## Gebäude

### Denkmalgeschützte Gebäude

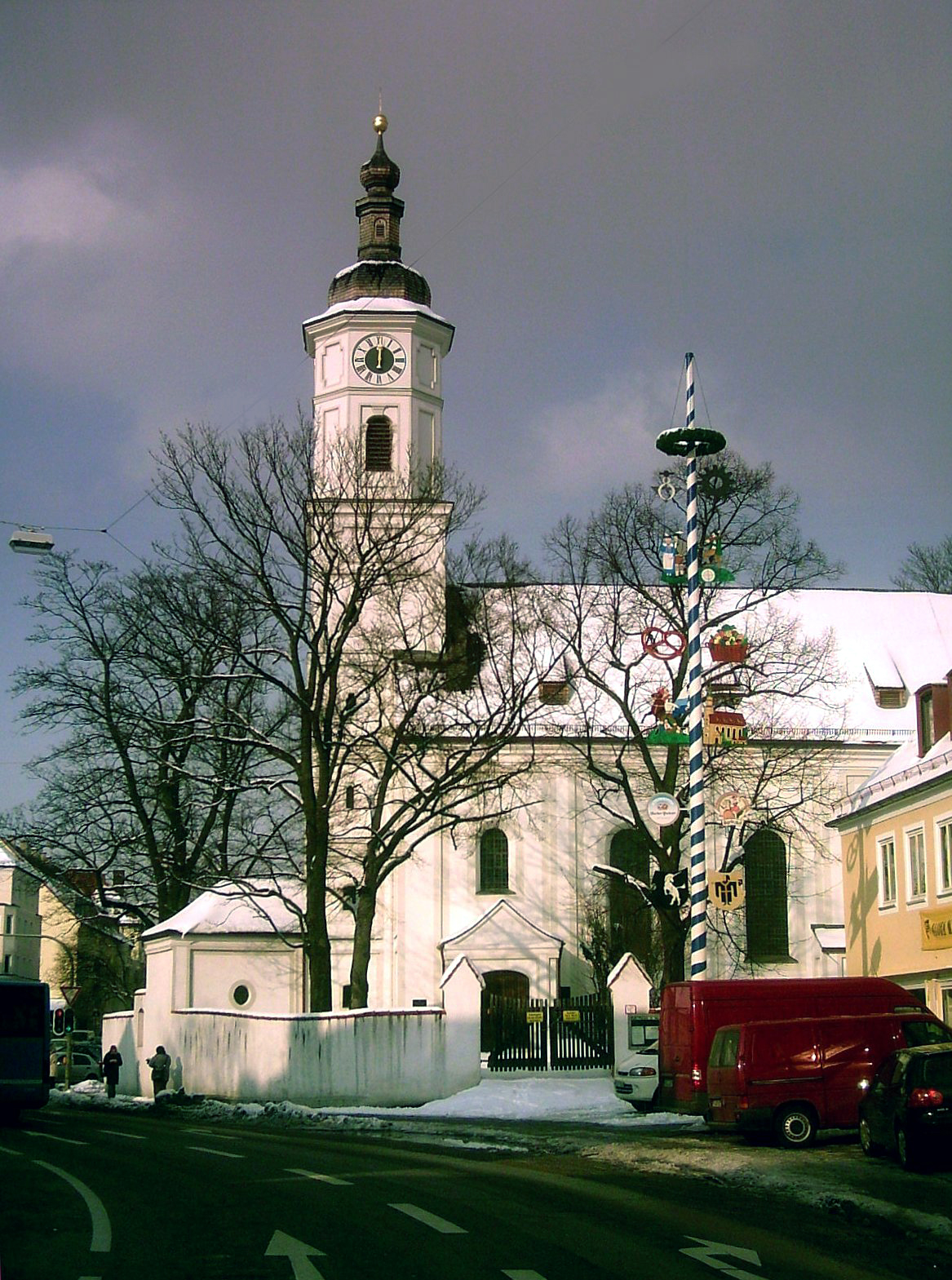
Alte Pfarrkirche St. Margaret

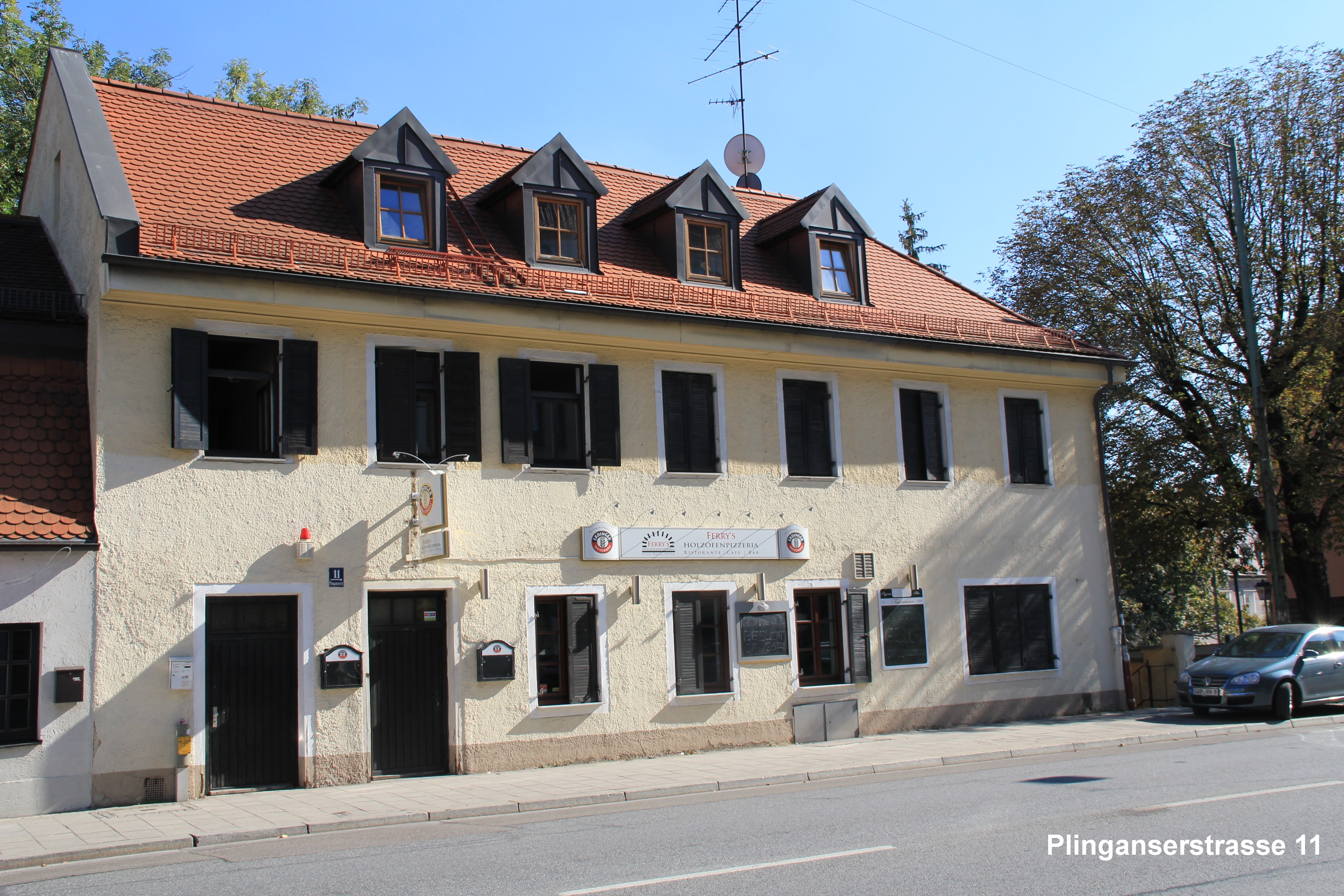
Gaststätte Schmiedwirt

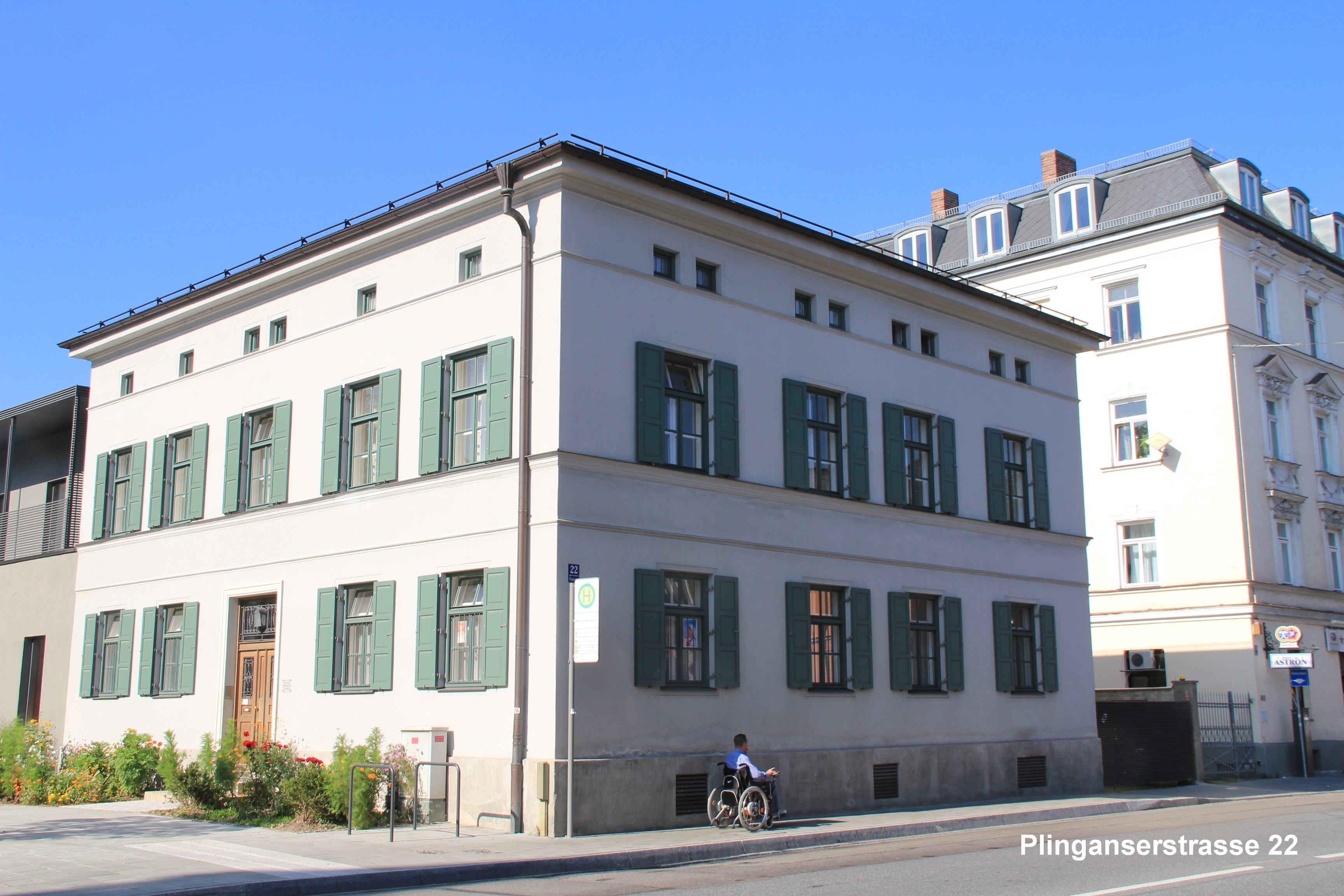
Vorstadthaus Nr. 22

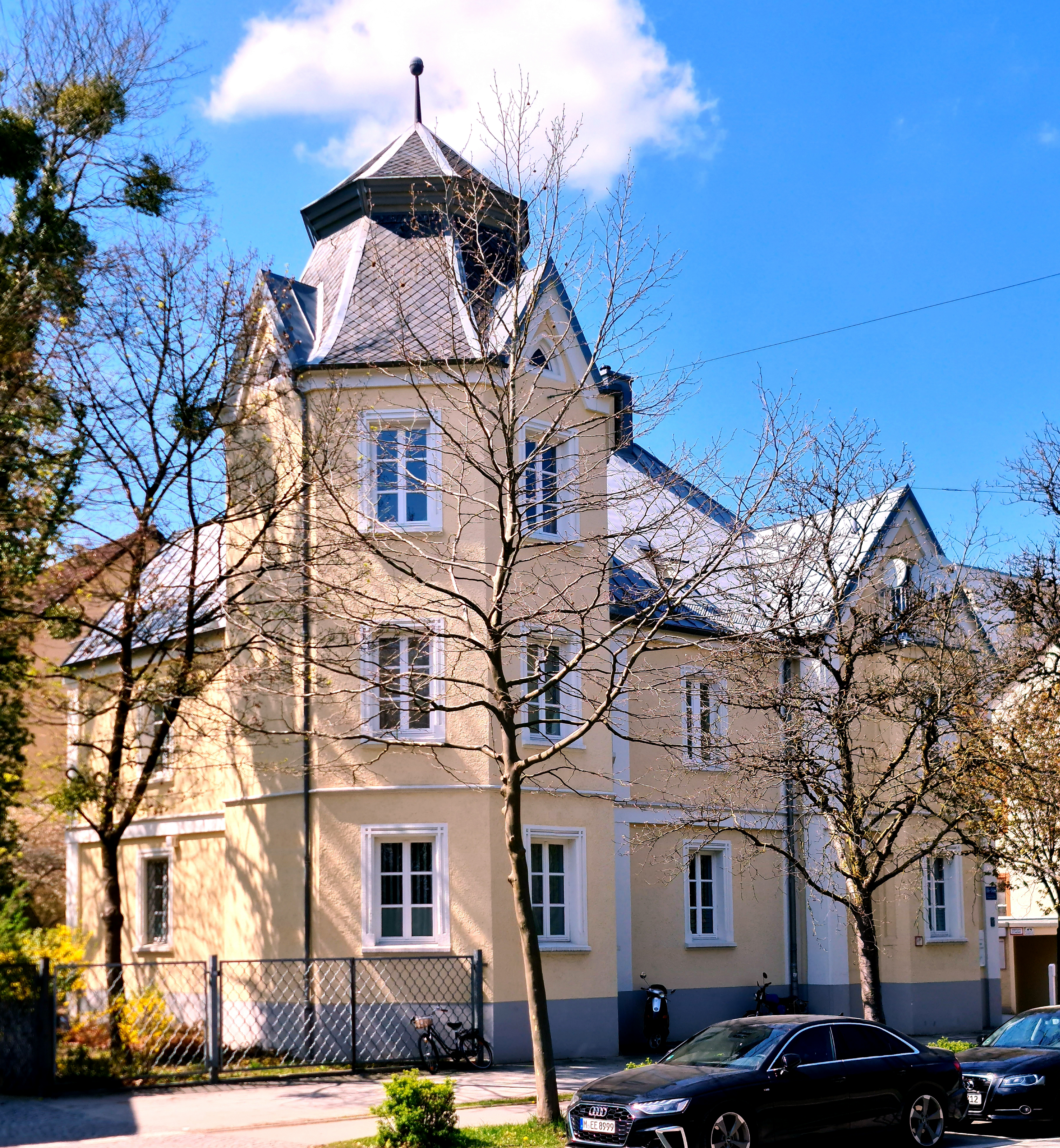
Villa Nr. 114

- Nr. 1, Alte Pfarrkirche St. Margaret (1711), mit gusseisernem Denkmal (1830)
- Nr. 6, Bauernhof Stemmerhof (Mitte 19. Jahrhundert)
- Nr. 9, Kleinhaus mit Werkstatt, ehemalige Hufschmiede (um 1823)
- Nr. 11, Gaststätte Schmiedwirt
- Nr. 13, Villa (1884), Neurenaissance
- Nr. 14, Vorstadthaus
- Nr. 14a, Kleinhaus, spätbiedermeierlich
- Nr. 19, Kleinhaus
- Nr. 20, Mietshaus (1894), neubarock
- Nr. 22, Vorstadthaus (1890)
- Nr. 24, Mietshaus (1899), deutsche Renaissance
- Nr. 25, Mietshaus (1904), Jugendstil
- Nr. 26, Mietshaus (1900), deutsche Renaissance
- Nr. 28, Volksschule (Altbau) (1873/74)
- Nr. 38/38a, Mietshaus in Ecklage (1928)
- Nr. 44/46/48, Postwohngebäude, 1932 von Robert Vorhoelzer und Robert Schnetzer
- Nr. 49, Mietshaus (1899), neubarock, von Albin Lincke
- Nr. 50, Landhaus, Biedermeier (2023 abgegangen)
- Nr. 59, Mietshaus (1900), Neurenaissance
- Nr. 61, Mietshaus, (1902), Neurenaissance
- Nr. 64, Villa, (1890), Neurenaissance
- Nr. 65, Mietshaus (1899), neubarock
- Nr. 92, Wohnhaus, neugotisch
- Nr. 112, Villa (1878), neugotisch
- Nr. 114, Villa (1875), neugotisch
- Nr. 132, Mietshaus (1913)
- Nr. 140, Mietshaus(1897) Neurenaissance
- Nr. 142, Villa (1926), neuklassizistisch
- Nr. 150 Agentur für Arbeit

Einzelheiten siehe Liste der Baudenkmäler in Sendling#P.

### Angrenzend bzw. in der Nähe

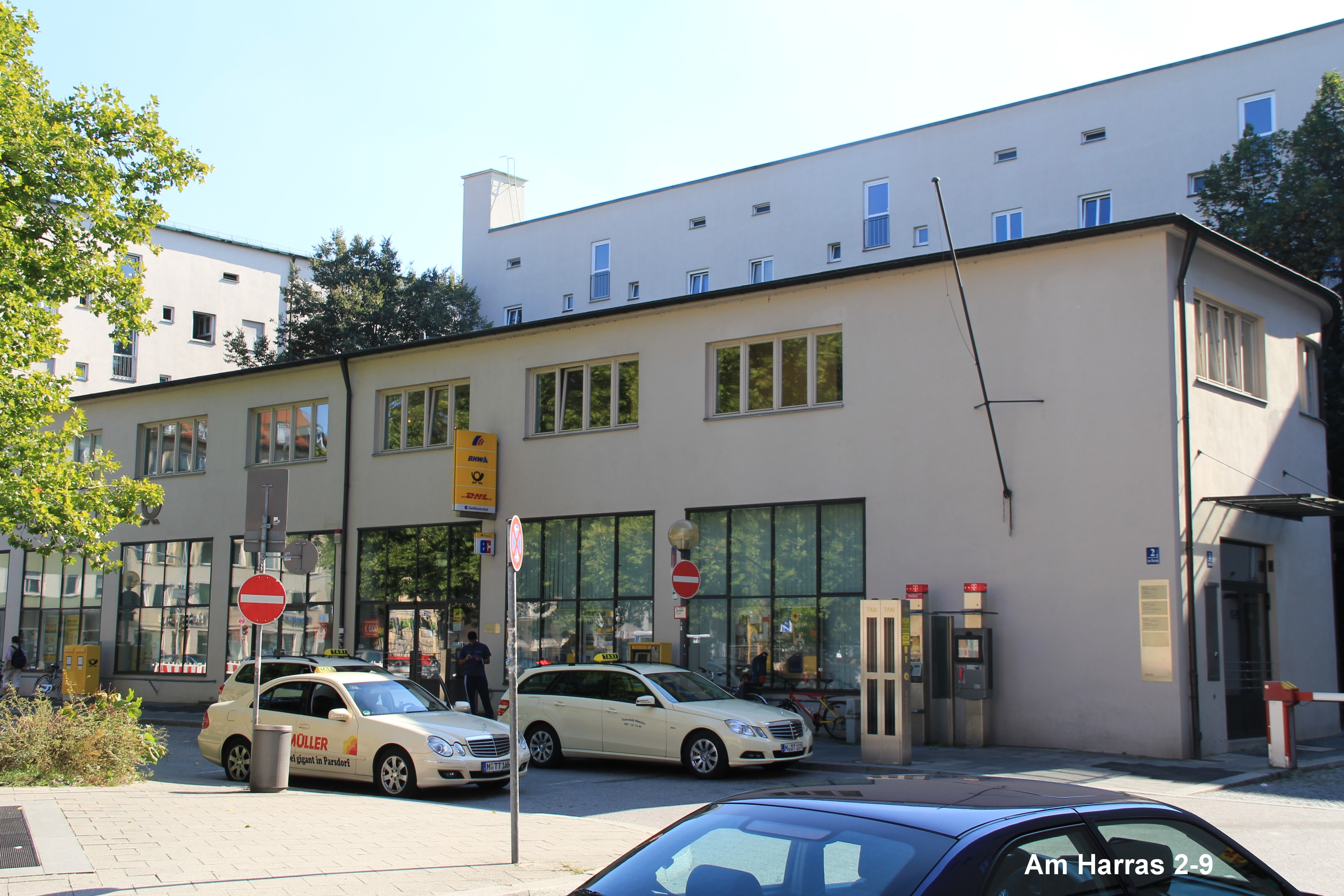
Postgebäude

- Neue Pfarrkirche St. Margaret auf dem Margaretenplatz, 1902 bis 1913 nach Entwurf des Architekten Michael Dosch errichtet.
- Postgebäude Am Harras 2–9, 1932 im Stil der Neuen Sachlichkeit von Robert Vorhoelzer und Robert Schnetzer.
- Kirche St. Achaz, Fallstraße 7 (Mittersendling), anstelle der barocken Kirche von 1733 ab 1927 im neubarocken Stil von Richard Steidle errichtet.